# Morti nel 2011/Luglio
| Questa pagina contiene informazioni ricavate automaticamente dalle voci biografiche con l'ausilio del template Bio e di un bot. L'aggiornamento è periodico e automatico e ricostruisce completamente la pagina. Se manca una persona in questa lista, sei pregato di non aggiungerla, ma accertati piuttosto che la sua voce biografica contenga il template Bio e che i dati anagrafici siano correttamente compilati. Se il template Bio manca, inseriscilo tu stesso o, in alternativa, metti l'avviso {{tmp\|Bio}} che ne segnala la mancanza. Se i dati riportati sono sbagliati, correggi direttamente la voce biografica; le modifiche saranno visibili in questa lista entro pochi giorni. Per chiarimenti vedi il progetto biografie. La lista contiene solo le 169 persone che sono citate nell'enciclopedia e per le quali è stato implementato correttamente il template Bio. Pagina aggiornata al 10 ago 2025. |

- 1º luglio - Leslie Brooks, attrice statunitense (n. 1922)
- 1º luglio - Willie Fernie, allenatore di calcio e calciatore scozzese (n. 1928)
- 1º luglio - Bob McCann, cestista statunitense (n. 1964)
- 1º luglio - Ignazio Pirastu, politico italiano (n. 1921)
- 2 luglio - Itamar Augusto Cautiero Franco, politico brasiliano (n. 1930)
- 2 luglio - Juno Jean Stover-Irwin, tuffatrice statunitense (n. 1928)
- 3 luglio - Anna Massey, attrice britannica (n. 1937)
- 4 luglio - Ottone d'Asburgo-Lorena, nobile austriaco (n. 1912)
- 5 luglio - Armen Gilliam, cestista e allenatore di pallacanestro statunitense (n. 1964)
- 5 luglio - Enrico Manca, giornalista e politico italiano (n. 1931)
- 5 luglio - Edoarda Masi, sinologa, saggista e traduttrice italiana (n. 1927)
- 5 luglio - Mika Myllylä, fondista finlandese (n. 1969)
- 5 luglio - Cy Twombly, pittore statunitense (n. 1928)
- 5 luglio - Theodore Roszak, storico statunitense (n. 1933)
- 5 luglio - Gordon Tootoosis, attore canadese (n. 1941)
- 6 luglio - Giorgio Luraschi, giurista italiano (n. 1942)
- 6 luglio - John Mackey, giocatore di football americano statunitense (n. 1941)
- 6 luglio - Hans-Joachim Otto, dirigente sportivo tedesco (n. 1928)
- 6 luglio - Josef Suk, violinista e violista ceco (n. 1929)
- 7 luglio - Aldo Corasaniti, giurista italiano (n. 1922)
- 7 luglio - ERO, artista statunitense (n. 1967)
- 7 luglio - Vittorio Fellegara, compositore italiano (n. 1927)
- 7 luglio - Feng Zhigang, calciatore cinese (n. 1969)
- 7 luglio - Cleanto Marcon, militare italiano (n. 1920)
- 7 luglio - Giacomo Peppicelli, mezzofondista italiano (n. 1928)
- 7 luglio - Maria Rita Saulle, giurista italiana (n. 1935)
- 8 luglio - Karen Baburyan, politico karabakho (n. 1954)
- 8 luglio - Billy Blanco, cantante, musicista e compositore brasiliano (n. 1924)
- 8 luglio - Roberts Blossom, attore, regista teatrale e poeta statunitense (n. 1924)
- 8 luglio - Betty Ford, first lady statunitense (n. 1918)
- 8 luglio - Andrej Ivanovič Ladynin, regista sovietico (n. 1938)
- 8 luglio - George McAnthony, cantante italiano (n. 1966)
- 9 luglio - Don Ackerman, cestista statunitense (n. 1930)
- 9 luglio - Dante Amarilli, calciatore italiano (n. 1914)
- 9 luglio - Würzel, chitarrista britannico (n. 1949)
- 9 luglio - Facundo Cabral, cantautore argentino (n. 1937)
- 9 luglio - Franca Stoppi, attrice italiana (n. 1946)
- 9 luglio - Hideo Tanaka, regista, attore e produttore cinematografico giapponese (n. 1933)
- 9 luglio - Michele Tossani, imprenditore italiano (n. 1918)
- 10 luglio - Pierette Alarie, soprano canadese (n. 1921)
- 10 luglio - Ragnar Lundberg, astista e ostacolista svedese (n. 1924)
- 10 luglio - Frank Mascara, politico statunitense (n. 1930)
- 10 luglio - Amedeo Montemaggi, storico, saggista e giornalista italiano (n. 1923)
- 10 luglio - Zdzisława Pabjańczyk, cestista polacca (n. 1944)
- 10 luglio - Roland Petit, coreografo e ballerino francese (n. 1924)
- 10 luglio - Rubino Romeo Salmonì, scrittore e superstite dell'Olocausto italiano (n. 1920)
- 10 luglio - Ferdinando Targetti, economista e politico italiano (n. 1945)
- 10 luglio - Claudio Terni, cantante italiano (n. 1927)
- 10 luglio - Araldo Torelli, politico italiano (n. 1923)
- 11 luglio - Ferdinando Cordova, storico italiano (n. 1938)
- 11 luglio - Michael Charles Evans, vescovo cattolico britannico (n. 1951)
- 11 luglio - Tom Gehrels, astronomo olandese (n. 1925)
- 11 luglio - Jaroslav Jiřík, hockeista su ghiaccio cecoslovacco (n. 1939)
- 11 luglio - George Lascelles, VII conte di Harewood, nobile e direttore artistico britannico (n. 1923)
- 11 luglio - Giuseppe Segalla, presbitero, teologo e biblista italiano (n. 1932)
- 11 luglio - Filoimea Telito, politico tuvaluano (n. 1944)
- 12 luglio - Bruno Bolis, hockeista su pista e allenatore di hockey su pista italiano (n. 1928)
- 12 luglio - Bolesław Gładych, militare e aviatore polacco (n. 1918)
- 12 luglio - Kurt Lundquist, velocista svedese (n. 1925)
- 12 luglio - Giovanni Morelli, musicologo italiano (n. 1942)
- 12 luglio - Charles Asa Schleck, arcivescovo cattolico statunitense (n. 1925)
- 12 luglio - Tatsuo Suzuki, karateka giapponese (n. 1928)
- 13 luglio - Raymond Beckman, calciatore statunitense (n. 1925)
- 13 luglio - Salvatore Dell'Utri, politico italiano (n. 1923)
- 13 luglio - Natale Gottardo, politico italiano (n. 1928)
- 13 luglio - Jerry Ragovoy, paroliere, produttore discografico e compositore statunitense (n. 1930)
- 13 luglio - Heinz Reincke, attore e doppiatore tedesco (n. 1925)
- 14 luglio - Leo Kirch, imprenditore tedesco (n. 1926)
- 14 luglio - Vladimir Kosinskij, nuotatore sovietico (n. 1945)
- 14 luglio - Ferdinando Latteri, politico e medico italiano (n. 1945)
- 14 luglio - Antonio Prieto, attore e cantante cileno (n. 1926)
- 15 luglio - Paulo Borges, calciatore brasiliano (n. 1944)
- 15 luglio - Manuel Corral, avvocato e religioso spagnolo (n. 1934)
- 15 luglio - Cornell MacNeil, baritono statunitense (n. 1922)
- 15 luglio - Friedrich Wilhelm Schnitzler, politico tedesco (n. 1928)
- 15 luglio - Valentin Nikolaevič Vinogradov, regista sovietico (n. 1933)
- 15 luglio - Googie Withers, attrice britannica (n. 1917)
- 16 luglio - Bertalan Bicskei, allenatore di calcio e calciatore ungherese (n. 1944)
- 16 luglio - Mariangela Giordano, attrice italiana (n. 1937)
- 16 luglio - Cesare Mazzolari, vescovo cattolico e missionario italiano (n. 1937)
- 16 luglio - Joe McNamee, cestista statunitense (n. 1926)
- 16 luglio - Giulio Rinaldi, pugile e attore italiano (n. 1935)
- 17 luglio - Juan Arza, calciatore e allenatore di calcio spagnolo (n. 1923)
- 17 luglio - Ugo Bellocchi, storico, giornalista e bibliotecario italiano (n. 1920)
- 17 luglio - Juan María Bordaberry, politico uruguaiano (n. 1928)
- 17 luglio - Italo Carminati, calciatore italiano (n. 1935)
- 17 luglio - Margaret Fitts, sceneggiatrice e autrice televisiva statunitense (n. 1923)
- 17 luglio - Takaji Mori, dirigente sportivo, allenatore di calcio e calciatore giapponese (n. 1943)
- 17 luglio - Cesare Pisani, chimico e fisico italiano (n. 1938)
- 17 luglio - Graciela Rivera, cantante lirica portoricana (n. 1921)
- 17 luglio - Ștefan Sameș, calciatore rumeno (n. 1951)
- 17 luglio - Taiji, bassista giapponese (n. 1966)
- 18 luglio - Serena Michelotti, attrice italiana (n. 1934)
- 18 luglio - Alex Steinweiss, designer statunitense (n. 1917)
- 18 luglio - Francesco Straniero Sergio, linguista italiano (n. 1959)
- 19 luglio - Boris Biancheri, diplomatico e scrittore italiano (n. 1930)
- 19 luglio - Karėn Chačaturjan, compositore sovietico (n. 1920)
- 19 luglio - Remo Gaspari, politico italiano (n. 1921)
- 19 luglio - Yoshio Harada, attore giapponese (n. 1940)
- 19 luglio - Pierre Jonquères d'Oriola, cavaliere francese (n. 1920)
- 20 luglio - Lucian Freud, pittore tedesco (n. 1922)
- 21 luglio - Juan Antonio Deusto, calciatore spagnolo (n. 1946)
- 21 luglio - Elliot Handler, imprenditore statunitense (n. 1916)
- 21 luglio - Evgenij Lopatin, sollevatore sovietico (n. 1917)
- 21 luglio - Alejandro Moreno Rodillo, cestista cileno (n. 1920)
- 21 luglio - Kazimierz Świątek, cardinale e arcivescovo cattolico bielorusso (n. 1914)
- 21 luglio - Cees de Wolf, calciatore olandese (n. 1945)
- 22 luglio - Tom Aldredge, attore statunitense (n. 1928)
- 22 luglio - Federico Boriani, pittore italiano (n. 1920)
- 22 luglio - Linda Christian, attrice messicana (n. 1923)
- 22 luglio - Francesco Paolo Liuzzi, politico e medico italiano (n. 1931)
- 23 luglio - Giorgio De Rienzo, critico letterario, scrittore e linguista italiano (n. 1942)
- 23 luglio - Alba Dell'Acqua Rossi, partigiana italiana (n. 1917)
- 23 luglio - Johnny Hoes, cantante, compositore e paroliere olandese (n. 1917)
- 23 luglio - Nella Marcellino, politica, sindacalista e partigiana italiana (n. 1923)
- 23 luglio - Christopher Mayer, attore statunitense (n. 1954)
- 23 luglio - Nguyễn Cao Kỳ, generale e politico vietnamita (n. 1930)
- 23 luglio - Juan Vernet Ginés, orientalista, arabista e storico spagnolo (n. 1923)
- 23 luglio - Amy Winehouse, cantautrice britannica (n. 1983)
- 24 luglio - Janusz Gniatkowski, cantante polacco (n. 1928)
- 24 luglio - Armando Marra, attore, regista e cantante italiano (n. 1936)
- 24 luglio - Virgilio Noè, cardinale e arcivescovo cattolico italiano (n. 1922)
- 24 luglio - Dan Peek, cantante e musicista statunitense (n. 1950)
- 24 luglio - David Servan-Schreiber, psichiatra e giornalista francese (n. 1961)
- 24 luglio - G.D. Spradlin, attore e regista statunitense (n. 1920)
- 24 luglio - John Turner, psicologo britannico (n. 1947)
- 24 luglio - Jane White, attrice statunitense (n. 1922)
- 25 luglio - Luciano Ciancola, ciclista su strada italiano (n. 1929)
- 25 luglio - Santiago Cortés, calciatore salvadoregno (n. 1945)
- 25 luglio - Michael Cacoyannis, regista cipriota (n. 1922)
- 25 luglio - Jeret Peterson, sciatore freestyle statunitense (n. 1981)
- 25 luglio - Rudolf Pichler, calciatore austriaco (n. 1930)
- 25 luglio - David Tobini, militare italiano (n. 1983)
- 26 luglio - Joe Arroyo, cantautore colombiano (n. 1955)
- 26 luglio - Jacques Fatton, calciatore svizzero (n. 1925)
- 26 luglio - Richard Harris, giocatore di football americano e allenatore di football americano statunitense (n. 1948)
- 26 luglio - Sakyō Komatsu, scrittore, sceneggiatore e regista giapponese (n. 1931)
- 26 luglio - Silvio Narizzano, regista canadese (n. 1927)
- 26 luglio - Giò Stajano, nobile, scrittrice e giornalista italiana (n. 1931)
- 26 luglio - Karl Wald, arbitro di calcio tedesco (n. 1916)
- 26 luglio - Andrea Zangara, politico italiano (n. 1940)
- 27 luglio - Hilary Evans, giornalista e saggista britannico (n. 1929)
- 27 luglio - Ágota Kristóf, scrittrice e drammaturga ungherese (n. 1935)
- 27 luglio - Pietro Sambi, arcivescovo cattolico italiano (n. 1938)
- 28 luglio - Bernd Clüver, cantante tedesco (n. 1948)
- 28 luglio - Ignazio Delogu, scrittore e traduttore italiano (n. 1928)
- 28 luglio - Albert Ferrasse, dirigente sportivo, arbitro di rugby a 15 e rugbista a 15 francese (n. 1917)
- 28 luglio - Pablo Volta, fotografo italiano (n. 1926)
- 28 luglio - Abdul Fatah Iunis, generale e politico libico (n. 1944)
- 29 luglio - Enzo Coppini, ciclista su strada italiano (n. 1920)
- 29 luglio - Claude Laydu, attore belga (n. 1927)
- 29 luglio - Agapito Lozada, nuotatore filippino (n. 1938)
- 29 luglio - Nella Martinetti, cantante, musicista e attrice svizzera (n. 1946)
- 29 luglio - Gene McDaniels, cantante statunitense (n. 1935)
- 29 luglio - Guido Tessari, hockeista su ghiaccio e allenatore di hockey su ghiaccio italiano (n. 1957)
- 30 luglio - Sulṭana bint Turki Al Sudairi, saudita (n. 1940)
- 30 luglio - Norman Barratt, chitarrista inglese (n. 1949)
- 30 luglio - Afra Bianchin, architetta, designer e restauratrice italiana (n. 1937)
- 30 luglio - Carlo Cavaglià, giornalista e scrittore italiano (n. 1926)
- 30 luglio - Giuseppe D'Avanzo, giornalista e scrittore italiano (n. 1953)
- 30 luglio - Mario Echandi Jiménez, politico costaricano (n. 1915)
- 30 luglio - Julio Gámez, cestista dominicano (n. 1921)
- 30 luglio - Bob Peterson, cestista statunitense (n. 1932)
- 31 luglio - Massimo Bontempelli, storico e filosofo italiano (n. 1946)
- 31 luglio - Mariella Lo Giudice, attrice italiana (n. 1953)
- 31 luglio - Lorenzo Parodi, sindacalista e politico italiano (n. 1926)
- 31 luglio - Andrea Pazzagli, calciatore e allenatore di calcio italiano (n. 1960)
- 31 luglio - Carl Steven, attore statunitense (n. 1974)
- 31 luglio - Jerzy Szotmiller, vescovo vetero-cattolico polacco (n. 1933)